# Modares

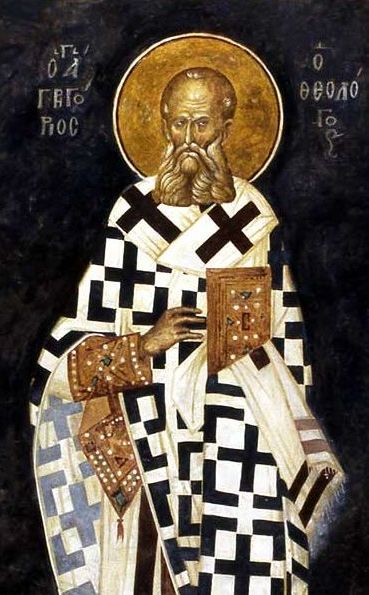
San Gregorio de Nacianzo solicitó la ayuda de Modares en cuestiones de la Iglesia

Modares o Modaharius, general godo del s. IV, aliado de Teodosio. No existen muchas noticias sobre Modares, aunque se sabe que era de un clan importante dentro de los godos. Hacia el año 379, Modares, habiendo desertado de su pueblo y tras aliarse con Teodosio contra ellos, comanda una acción militar contra un gran contingente godo junto a sus vituallas en Tracia aniquilándolo. Los estudiosos ven en este hecho la voluntad de Teodosio de mantener oficiales godos de noble cuna entre las tropas romanas aun siendo nominalmente sus enemigos.
Hacia 380, Gregorio de Nacianzo solicitó la ayuda de Modares para que le ayudase a organizar uno de los sínodos convocados por Teodosio, como contrapeso a la presencia de godos arrianos que eran parte de la guardia imperial.